# 딘꽌현
딘꽌현(베트남어: Huyện Định Quán / 縣定貫)은 베트남 동나이성의 농촌 현이다. 2003년 현재, 이 현의 인구는 214,321명이고, 면적은 967km2의 지역을 포함한다. 현청은 딘꽌 시진에 있다.

## 행정 구역
딘꽌현에는 1개의 1시진과 13개의 사가 있다.

### 시진
- 딘꽌 시진 (Thị trấn Định Quán / 市鎭定貫)

### 사
- 자까인 (Xã Gia Canh / 社嘉康)
- 라응아 (Xã La Ngà / 社羅牙)
- 응옥딘 (Xã Ngọc Định / 社玉定)
- 푸끄엉 (Xã Phú Cường / 社富强)
- 푸화 (Xã Phú Hòa / 社富和)
- 푸러이 (Xã Phú Lợi / 社富利)
- 푸응옥 (Xã Phú Ngọc / 社富玉)
- 푸떤 (Xã Phú Tân / 社富新)
- 푸뚝 (Xã Phú Túc / 社富足)
- 푸빈 (Xã Phú Vinh / 社富榮)
- 수오이뇨 (Xã Suối Nho / 社帥儒)
- 타인선 (Xã Thanh Sơn / 社清山)
- 뚝쯩 (Xã Túc Trưng / 社足中)

## 볼거리
- 다바쫑
- 마이 폭포 (떤푸)
- 바지옷 폭포 (푸빈)